# Девіт I
Девіт I — імператор Ефіопії, представник Соломонової династії. Був молодшим сином імператора Неваї Крестоса.

## Життєпис
На початку свого правління Девіт проводив кампанію проти Єгипту, просунувшись на північ до Асуана. У відповідь емір змусив патріарха Олександрійського Матвія I відрядити до Девіта посланців, щоб переконати негуса повернутись до меж своєї держави.
Також імператор стикнувся з проблемою набігів на Ефіопію мусульманських держав. 1403 року негус Девіт здійснив похід на Адал, діставшись Сайли, де убив тамтешнього султана та зруйнував місто.
Девідт відрядив посольство до Європи, яке дісталось Венеції 23 червня 1402 року. Там посланці прохали місцевих ремісників поїхати з ними. Джерела свідчать, що до Ефіопії вирушили п'ять майстрів у серпні, але невідомо, чи дістались вони Африканського Рогу. Разом з тим, є срібна чаша, виготовлена у Венеції, яку було привезено до двору Девіта I.
Девіт був палким християнином. Він придушував повстання євреїв у Тиграї та підтримував місіонерську роботу у Годжамі. За часів його правління до Ефіопії привезли частину Животворного Хреста.
Роками правління Девіта I датовано два ілюстровані манускрипти, що збереглись. Один із них — переклад книги Чудеса Марії, яку було написано арабською. Той манускрипт є найстарішою ілюстрованою книгою, виготовленою на замовлення ефіопського імператора. Інший — копія Євангелія, що нині зберігається у монастирі святого Гавриїла на озері Тана..